# Juan León Mera
Juan León Mera Martínez (* 28. Juni 1832 in Ambato; † 13. Dezember 1894 ebenda) war ein ecuadorianischer Schriftsteller, Dichter, Historiker, konservativer Politiker sowie Maler. Er gilt wegen seines Romans Cumandá (Erstausgabe: Quito 1879) als der herausragendste Romanautor seines Landes im 19. Jahrhundert und als Begründer des romantischen Indigenismus. Er ist außerdem Verfasser des Textes der ecuadorianischen Nationalhymne. Als Politiker war er mehrfach Senator, Staatssekretär, Provinzgouverneur, Abgeordneter des ecuadorianischen Parlaments und zeitweise dessen Präsident.

## Leben
Mera wuchs in ärmlichen Verhältnissen in der Umgebung von Ambato bei seiner Mutter und seiner Großmutter auf.  Er war Autodidakt, eine Schule besuchte er nie. Der Vater, ein Händler aus Quito galicischer Herkunft, hatte die Familie bereits vor seiner Geburt verlassen (Mera lernte ihn erst 1846 auf der Durchreise kennen). Mera war in seiner Kindheit und Jugend über einen in Quito studierenden Onkel und einen Bruder seines Großvaters, der aktiver Politiker der Opposition gegen Juan José Flores war, mit Literatur und Politik in Kontakt. Seit 1852 lebte er zumindest zeitweise in Quito. Seine erste Veröffentlichung von eigenen Versen fand 1854 über die Vermittlung seines Onkels und des Schriftstellers Miguel Riofrío in der Zeitschrift La Democracia statt.
Während des Bürgerkriegs der „Nationalen Krise“ von 1859/60 wurde er von der Gegenregierung unter Gabriel García Moreno zum Schatzmeister der 1860 neu begründeten Provinz Ambato ernannt. Anschließend wurde er Sekretär des Staatsrats der Übergangsregierung in Quito und wurde 1861 in die vom siegreichen García Moreno dominierte Verfassunggebende Versammlung gewählt. Mera war ursprünglich eher romantischer und liberaler Einstellung gewesen, schwenkte aber in der Folgezeit mehr und mehr auf die offizielle Linie des klerikal-konservativen García Moreno ein. Mera wurde nun im Rahmen der Modernisierungsbestrebungen García Morenos Verwalter der Post in Ambato, einem wichtigen Durchgangspunkt in den Anden Ecuadors. 1865 wurde er zum Sekretär des Senats des Nationalkongresses gewählt. Im selben Jahr wurde er von Senatspräsident Nicolás Espinoza Rivadeneyra mit der Abfassung einer Hymne beauftragt, die von Antonio Neumane vertont wurde und bis heute als ecuadorianische Nationalhymne dient. Unter der Präsidentschaft von Jerónimo Carrión, García Morenos Nachfolger, war Mera Staatssekretär im Innenministerium; er arbeitete auch federführend für diverse Tageszeitungen.
1867 trat er nach dem Sturz der Regierung Carrión kurzzeitig von seinem Staatssekretärsamt zurück, wurde jedoch von Carrions Nachfolger Arteta erneut berufen und blieb bis 1869 im Amt. 1871 ernannte ihn der inzwischen (mit Meras Unterstützung) wieder an die Präsidentschaft gelangte García Moreno zum Übergangsgouverneur der nun nach dem Tungurahua umbenannten Provinz Ambato. Er wurde ebenfalls Mitglied des Stadtrates von Ambato und wurde erneut in den Senat gewählt, wo er einer der bedeutendsten Vertreter der konservativen Regierung war. 1872 wurde er zum korrespondierenden Mitglied der Real Academia de la Lengua ernannt.
Kurz nach der Ermordung García Morenos war er gemeinsam mit Ignacio Ordóñez, Bischof von Riobamba und Politiker, federführend bei der Gründung der „Sociedad Católica Republicana“, einer konservativen politischen Gesellschaft, die zum Vorläufer der Konservativen Partei Ecuadors wurde. Er war weiter aktiver Politiker und Funktionär, bis von Guayaquil aus die Regierung Antonio Borrero gestürzt und durch General Ignacio de Veintemilla ersetzt wurde. Mera zog sich nun auf seine Finca in Ambato zurück und widmete sich in erster Linie der Schriftstellerei, darunter der Arbeit an seinem heute bekanntesten Roman Cumandá.
1880 wurde seine Kandidatur für das Parlament von der Regierung unterbunden, 1882 unterstützte er den erfolglosen Präsidentschaftskandidaten Julio Zaldumbide, mit dem er als Schriftsteller seit seiner Jugend befreundet war. Er opponierte offen gegen die Regierung Ventimilla. Als dieser 1883 gestürzt und durch ein Pentavirat ersetzt wurde, zog Mera erneut nach Quito, um die neue Regierung zu unterstützen. 1884, 1885 und 1888 wurde er erneut Mitglied des Senats, ohne jedoch seinen unter García Moreno ausgeübten Einfluss zurückzugewinnen, obwohl er 1886 nochmals Präsident des Senats wurde. Der Vorsitzende der Regierungsjunta und spätere Präsident José María Plácido Caamaño hatte sich als Anführer des konservativ-katholischen Lagers profiliert und wurde von Mera z. T. als „ungarcianisch“ kritisiert.
Unter Caamaños Nachfolger Antonio Flores sollte er zunächst Vizepräsident werden. Ihm wurde letztlich jedoch Luis Cordero vorgezogen. Mera wurde stattdessen zum Gouverneur der Provinz León (der heutigen Provinz Cotopaxi) ernannt. 1890 trat er von diesem Posten zurück und wurde Mitglied des Finanzrates Tribunal de Cuentas.  Nach dem Tod seines Freundes Ignacio Ordóñez, der 1882 Erzbischof von Quito geworden war, zog er sich von seinem Staatsamt und aus der Hauptstadt zurück. Mera starb 1894 auf seiner Finca im heutigen Stadtteil Atocha von Ambato. Die letzten Weihen gab ihm sein Freund, der Priester Federico González Suárez, der später ebenfalls Erzbischof von Quito werden sollte.
Meras Haus in Atocha, das von einem großen Park umgeben ist, ist heute ein Museum und zeigt Möbel, Kunstwerke sowie persönliche Gegenstände des Schriftstellers.

## Werk
Meras Werk war stark von zwei Seiten beeinflusst, der Romantik und dem Christentum der katholischen Kirche. Erstere führte ihn zu der Überzeugung, eine eigenständige Nationalliteratur für den jungen Staat Ecuador zu begründen. Im Katholizismus war Chateaubriand einer seiner Vorbilder. Wie sein politisches Vorbild García Moreno war er zudem überzeugt von der positiven Wirkung er Mission insbesondere durch die Jesuiten, die einerseits die Habgier der Kolonisierung nicht teilten und andererseits die „unzivilisierten“ indigenen Völker Südamerikas auf den Weg zum christlichen Glauben und der christlichen Religion für die Völkerverständigung führten. Die völkerverständigende und zivilisierende Macht des christlichen Glaubens wird besonders in seinem Hauptwerk Cumandá deutlich, das 1879 erschien und deutlich romantische und indigenistische Züge trägt. Die Arbeit war das Ergebnis eines zwischenzeitlichen Rückzugs aus der Politik auf seine Finca in Riobamba. Er handelt von einer geheimen Liebesbeziehung zwischen Carlos, dem Sohn eines reichen Haciendabesitzers, und Cumandá, einer jungen Indigenen des Amazonasbeckens, die sich letztlich als Schwester ihres Geliebten herausstellt, die von einem Stammeshäuptling als Kind geraubt worden war. Der Häuptling wird im Verlauf des Romans zum Christentum bekehrt, das als Weg des Verständnisses der Völker präsentiert wird.
Neben Cumandá gilt „Ojeada Histórica. Crítica sobre la poesía ecuatoriana desde su época más remota hasta nuestros días“, erschienen 1868, als sein Hauptwerk, eine kritische Literaturgeschichte ecuadorianischer Dichtung, die in der Folgezeit stilbildend für den Zeitgeschmack wurde, und so den Grundstein für die Wahrnehmung einer nationalen literarischen Tradition im Sinne Meras legte.
Ein weiteres wichtiges fiktionales Werk war sein 1861 erschienenes Werk „La Virgen del Sol“, eine Legende in Gedichtform. Hier schildert er erstmals indigene Riten – in diesem Fall die Sonnenjungfrauen der Inka –, ohne deren tieferen Sinn zu erfassen oder auch nur faktisch adäquat darzustellen, erscheinen sie doch eher als New-Age-Rituale.
Meras erste Veröffentlichung in Buchform war 1858 der Gedichtband Poesías. 1867/68 veröffentlichte er mehrere Gebetbände und andere christlich motivierte Werke, die im Interesse García Morenos lagen. Auch in den Folgejahren sollte er weitere christlich motivierte Bände verfassen. Sein von den Schulbrüdern im Unterricht eingesetztes Werk Catecismo de Geografia de la República del Ecuador (1874, 2. Auflage 1884) wurde fast 50 Jahre lang an ecuadorianischen Schulen verwendet. Von Ende der 1880er Jahre bis zu seinem Tod verfasste er vor allem Biografien.
Sein heute bekanntes Werk „Tijeretazos y Plumadas“, eine Sammlung seiner humoristischen und satirischen Zeitungsartikel, erschien 1903 postum, ebenso 1904 seine unvollendet gebliebene Biografie García Morenos.